# Pasajeros (relato corto)
Pasajeros (en inglés, Passengers) es un relato de ciencia ficción de 1968 del escritor estadounidense Robert Silverberg. Fue nominado al premio Hugo al mejor relato corto en 1970 y ganó el premio Nébula al mejor relato corto de 1969.
Pasajeros se publicó por primera vez en el libro antológico  Orbit 4 (1968), editado por Damon Knight. Reapareció en  The Cube Root of Uncertainty (1970), Nebula Award Stories Five (1970), Moonferns and Starsongs (1971), The Best from Orbit (1975) y The Best of Robert Silverberg, vol. 1 (1976), entre muchas otras recopilaciones.
En 1979 se publicó Robert Silverberg Reads «Passengers» & «To See the Invisible Man», un vinilo en el que el autor lee sus dos relatos que aparecen en el título.

## Argumento
Desde hace tres años, los humanos conviven con unos seres invisibles que se apoderan de sus cuerpos por unos días y viven en ellos, privándoles de su voluntad. Son llamados los "pasajeros".
Charles se despierta y se da cuenta de que ha sido montado por un pasajero durante tres dias. Además, hay rastros de una mujer en su habitación. Más tarde, al salir a caminar, se encuentra con esta chica y decide hablar con ella.